# Тітка Маруся
«Тітка Маруся» — радянський двосерійний художній фільм 1985 року, знятий на кіностудії «Білорусьфільм».

## Сюжет
Проста жінка, втративши чоловіка і сина, опинилася в чужій сім'ї і виховала чужу дитину. Марія понад тридцять років живе в родині Алімова. Колись доля звела її з Ларисою Алімовою, яка через хворобу не могла ростити свого сина Петю. Марія не пройшла повз чужого горя, вона стала рідною і близькою в цій родині, тепер вона виховує вже дітей Петра. Навіть коли до Марії прийшла любов, вона не залишила Петра без своєї підтримки і турботи…

## У ролях
- Клара Лучко — тітка Маруся
- Володимир Конкін — Петро
- Ірина Шевчук — Ірина, дружина Петі
- Сергій Семянов — Миколка, син Петі
- Анатолій Ромашин — Сергій Прокопович
- Володимир Козел — Микола Степанович, батько Петі
- Світлана Кузьміна — Лариса, мати Петі
- Римма Маркова — Даша
- Юрій Катін-Ярцев — Отто Карлович, мешканець будинку
- Валентина Титова — Віра
- Олексій Кожевников — мешканець будинку
- Людмила Ксенофонтова — жінка у ліфта
- Андрій Толубєєв — чоловік Марусі
- Володимир Січкар — лікар
- Олег Єфремов — батько Олі
- Інокентій Січкар — Кеша
- Сергій Іванов — Леонід, син Даші

## Знімальна група
- Режисер — Марк Брауде
- Сценарист — Галина Попова
- Оператор — Анастасія Суханова
- Композитор — Євген Глєбов
- Художник — Валерій Назаров